# Paul Huf (fotograaf)
Paul Huf (Amsterdam, 14 maart 1924 – aldaar, 9 januari 2002) was een Nederlands fotograaf.

## Levensloop
Huf was de zoon van de acteur Paul Huf en Eva Bernardine de Beneditty en de broer van schrijfster Emmy Huf. Hij was jarenlang 'het boegbeeld' van de Nederlandse fotografie. 
Huf begon in 1946 als fotograaf bij het toneelgezelschap Comedia. Hij maakte zowel geënsceneerde studiobeelden, glamourportretten, reclamecampagnes als glossy-modereportages.
In de jaren vijftig werd Huf bekend doordat hij koningin Juliana en prins Bernhard portretteerde. Ook de foto's in de decennialang lopende reclamecampagne Vakmanschap is Meesterschap van het biermerk Grolsch waren van zijn hand.
Tijdens de Tweede Wereldoorlog was Huf ondergedoken bij zijn latere echtgenote, Françoise van den Brink. Zij ontving in 2015 postuum de Yad Vashem-onderscheiding, onder andere omdat zij had geholpen een groep Joodse kinderen te bevrijden uit de Hollandse Schouwburg in Amsterdam.
Paul Huf werd begraven op begraafplaats Zorgvlied in Amsterdam in het graf van zijn ouders.

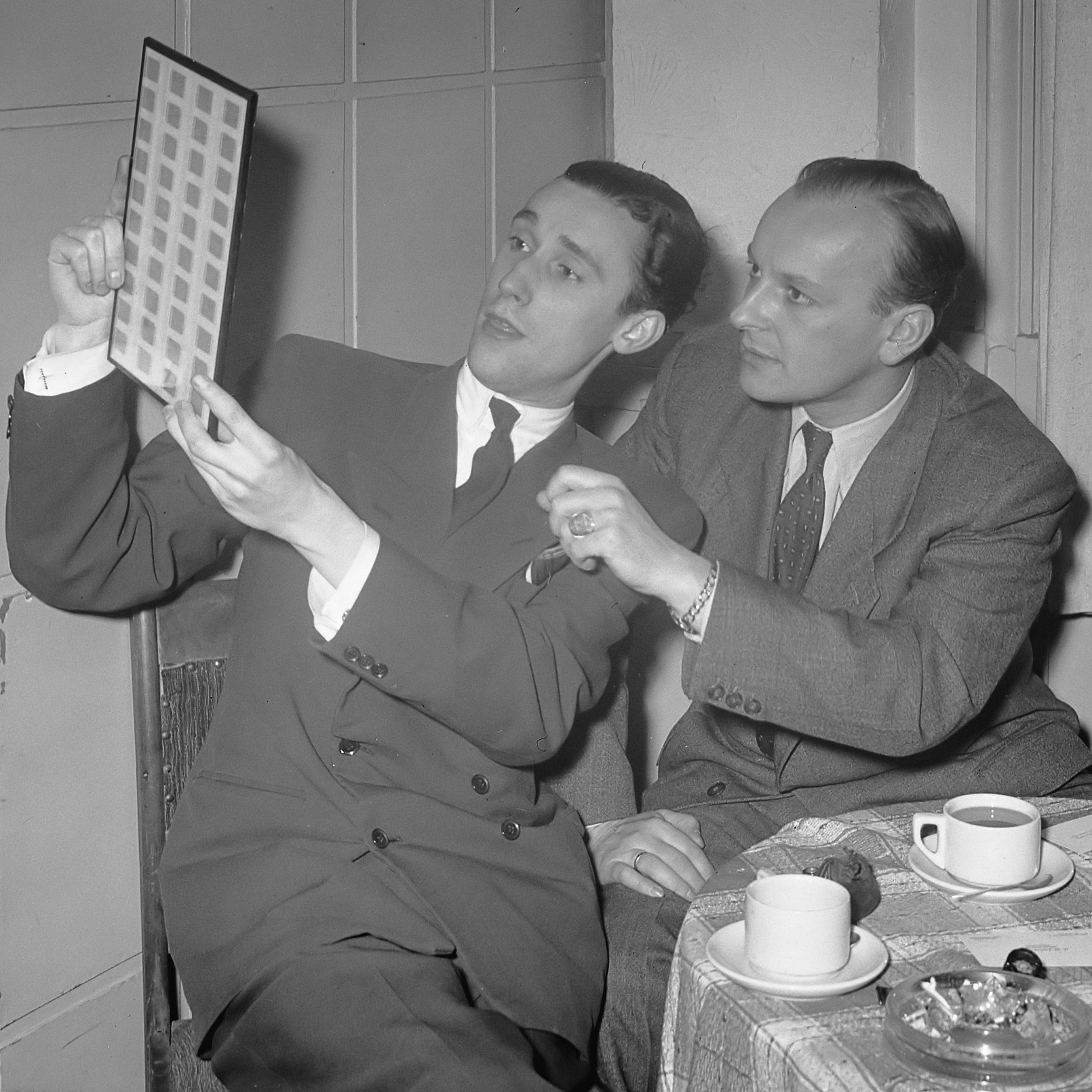
Paul Huf (links) en Walter Kolm-Veltée (1951)

## Prijzen
Huf won een gouden medaille op de Biënnales van Venetië van 1957 en 1965.
Naar Paul Huf zelf zijn twee prijzen vernoemd. De Foam Paul Huf Award wordt jaarlijks uitgereikt aan een jong internationaal fotografietalent tot 35 jaar en bestaat uit een geldbedrag van 20.000 euro en een tentoonstelling in fotografiemuseum Foam.
Sinds 2002 wordt jaarlijks de Grote Paul uitgereikt aan een fotograaf die volgens eigen vakgenoten de beste topfotograaf van dat jaar is. De Grote Paul is een hommage aan Paul Huf. In het jaar 2002 werd de eerste Grote Paul aan Huf zelf toegekend.
Daarnaast heeft het Rijksmuseum Amsterdam in 2000 het Paul Huffonds ingesteld, dat bestemd is voor aankopen voor de Nationale fotocollectie.

## Publicaties, een selectie
- Paul Eduard Bram Huf, Eye to eye: Vincent van Gogh. 1989.
- Paul Huf: Highlights, 1994
- Leo Boudewijns. Paul Huf: Record Covers. 1999.